# Große Vögel, kleine Vögel
Große Vögel, kleine Vögel (Originaltitel: Uccellacci e uccellini) ist ein italienischer Spielfilm in Schwarzweiß des Regisseurs Pier Paolo Pasolini aus dem Jahr 1965 mit Totò, Ninetto Davoli und Femi Benussi in den Hauptrollen. Das Drehbuch hatte der Regisseur selbst verfasst. In seinem Heimatland kam der Streifen erstmals am 4. Mai 1966 in die Kinos. Außerhalb Italiens wurde er zum ersten Mal am 13. Mai 1966 bei den Internationalen Filmfestspielen von Cannes gezeigt, wo er für die Goldene Palme nominiert war, die Auszeichnung aber nicht erhielt. In der Bundesrepublik Deutschland hatte der Film seine Premiere am 18. Juli 1966 im Zweiten Deutschen Fernsehen.

## Handlung
Im Mittelpunkt des Films stehen zwei Menschen, Vater und Sohn, denen es nicht gar so schlecht, freilich auch nicht besonders gut geht. Marcellino kann seine Frau und seine 18 Kinder, deren ältestes, Ninetto, ihn hier auf einem längeren Fußweg begleitet, durchaus ernähren. Er ist ein Kleinbürger und hat sich auf dem bescheidenen Platz, den man ihm zuwies, eingerichtet. Nichts könnte ihn dazu bringen, die soziale Ordnung, in der er tritt und getreten wird, in Frage zu stellen oder mit Hilfe des Lesens, das er vor 40 Jahren in der Schule erlernte, über seinen kleinbürgerlichen Horizont hinauszublicken.
Das wird deutlich, als ein sprechender Rabe sich den beiden Wanderern als Weggenosse anbietet. Der Rabe weist sie auf unangenehme Tatsachen hin, etwa auf den Hunger in der Welt, und erzählt ihnen auch eine merkwürdige Geschichte aus dem Jahr 1200, wo Franz von Assisi zwei Männern wie ihnen den Auftrag erteilte, den Tieren so lange das Evangelium zu verkünden, bis sie einander nicht mehr töteten. Doch Marcellino und Ninetto lassen sich von dem Raben zwar ganz gern unterhalten, wie sie auch später die Show einer Gauklertruppe von Herzen genießen, aber wenn der Rabe persönlich wird und gar ihr Verhalten in Frage stellt, dann schalten sie einfach ab und hören nicht auf ihn. Als der Rabe durchaus nicht begreifen will, dass sie keine Belehrung und schon gar nicht eine Bekehrung wünschen, drehen sie ihm einfach den Hals um und essen ihn auf.

## Musik
Im Vorspann werden die Credits gesungen. Nach den Worten des Komponisten Ennio Morricone war dies eine Idee Pasolinis. Er habe sich eine „bewusst alberne Musik, fast ein Kinderlied“ ausgedacht, zu der Domenico Modugno die Besetzungsliste sang.

## Kritik
„Pasolinis verschrobene Filmfabel ist ebenso witzig wie tiefsinnig; der spielerische Umgang mit Ideologien (und ihre Rückführung auf die Praxis des Alltags) bereitet ästhetischen Genuß und intellektuelles Vergnügen.“

„So einfach diese Tierfabel ist, so vielfältig sind ihre Gedanken, so reich ist die Sprache an Andeutungen und Anspielungen. So einfältig Marcellino und Ninetto ihre Straße gehen, so differenziert zeigt sich ihnen doch das Leben. Der Geburt eines Kindes, der sie beiwohnen, haftet trotz der komödiantisch-komischen Art der Darstellung doch die Freude an, die eine Geburt auszulösen vermag. […] Ein poetischer Film, der ein besonderes Verständnis erfordert.“

„Pasolinis jüngster Film, ein Film, der zum Mitdenken auffordert, ist nicht nur ein Stück vollendeter Filmpoesie. Mit seiner entschiedenen Absage an alle Ideologien bildet er zugleich einen reizvollen Kontrast zum gegenwärtigen Dialog der Weltanschauungen. Als Gleichnis, das sich dennoch nicht als Rezept versteht, eignet er sich zudem in hervorragender Weise zu kritischen und klärenden Gesprächen in Schule und Gemeinde.“

## Auszeichnungen (Auswahl)
Neben einer Nominierung der gesamten Produktion für die Goldene Palme erhielt Totò 1967 für seine Darstellung einen Globo d’oro.